# Bandera de Trinitat i Tobago
La bandera de Trinitat i Tobago fou adoptada oficialment amb motiu de la independència d'aquest país de l'Imperi Britànic el 31 d'agost de 1962. Dissenyada per Carlisle Chang (1921–2001), el comitè d'independència de 1962 va escollir la bandera de Trinitat i Tobago. La bandera consta d'una banda negra amb vores blanques que travessa un fons roig des de la cantonada superior esquerra fins a la cantonada inferior dreta. El vermell, el negre i el blanc simbolitzen el foc (el sol, que representa el coratge), la terra (que representa la dedicació) i l'aigua (que representa la puresa i la igualtat).